# ديفيد دوسن (رسام)
ديفيد دوسن (بالإنجليزية: David Dawson)‏ هو عارض ورسام ومصور بريطاني، ولد في 1960.